# 豪斯诺什·伊什特万
豪斯诺什·伊什特万（匈牙利語：Hasznos István，1924年12月8日—1998年5月7日），匈牙利男子水球运动员。他曾代表匈牙利国家队参加1952年夏季奥林匹克运动会水球比赛，获得一枚金牌。